# Néré Walo
Néré Walo è uno dei sette comuni del dipartimento di Kaédi, situato nella regione di Gorgol in Mauritania. Contava 8.024 abitanti nel censimento della popolazione del 2000.